# أرنالدو تامايو منديز
أرنالدو تامايو منديز (مواليد 29 يناير 1942)، ضابطٌ عسكري كوبي ومُشرّعٌ ورائد فضاء سابق والشخص الأول في التراث الأفريقي الذي يسافر في الفضاء. بصفته عضوًا في فريق مهمة سويوز 38، أصبح أول مواطن كوبيَّ ولاتيني أمريكي وأول شخص من بلدٍ من نصف الأرض الغربي خارج الولايات المتحدة يسافر إلى مدارٍ أرضيّ.

## نشأته وخدمته العسكرية
وُلد تامايو في باراكوا، مقاطعة غوانتانامو، وسط عائلة متواضعة من أصول كوبية أفريقية. تيتّم وهو رضيع، تبنّاه رافائيل تامايو وإسبيرانزا منديز وهو ابنُ عام. بدأ عمله في سن الثالثة عشرة كملمّع أحذية وبائع خضراوات ولاحقًا كمساعد نجار.
وُلد تامايو في 29 يناير 1942 في كوبا. انضم في أثناء الثورة الكوبية إلى جمعية الثوار الشباب؛ وهي مجموعة معارضة لنظام رئيس كوبا فولغينسيو باتيستا، ولاحقًا إلى كتائب شباب العمل الثوري. بعد الثورة الكوبية، انضم إلى المعهد الفني «جيش المتمردين»، لإتمام دورة لفنيي الطيران في ديسمبر 1960. رغبة منه في أن يصبح طيارًا مقاتلًا، انضم إلى القوات المسلحة الثورية الكوبية. من أبريل 1961 وحتى مايو 1962، أتمَّ تامايو دورة في المعارك الجوية بطائرة ميكويان جيروفيتش ميغ-15 في مدرسة ييسك العليا للقوات الجوية في الاتحاد السوفيتي، بعد أن أجيز بصفته طيارًا في سن التاسعة عشرة. في وقت لاحق من ذلك العام، في أثناء أزمة صواريخ كوبا، أجرى 20 مهمة استطلاعية كجزء من لواء شاطئ جيرون من الحرس الثوري الكوبي.
في عام 1967، انضم تامايو إلى الحزب الشيوعي الكوبي، وقضى السنتين التاليتين في خدمة القوات الكوبية في حرب فيتنام، وعاد في عام 1969 ليدرس في كلية ماكسيمو جوميز الأساسية للقوات المسلحة الثورية حتى عام 1971.
في عام 1975، عُيّن تامايو رئيس أركان لواء الطيران في مدينة سانتا كلارا، وترقى إلى رتبة عقيد في السنة التالية. في عام 1978، اختير للانضمام إلى برنامج إنتركوموس وانتقل إلى مدينة النجوم في روسيا لتدريبه كرائد فضاء.

## حياته الشخصية
بعد انضمامه إلى برنامج إنتركوموس، عُيّن تامايو مديرًا للجمعية التعليمية الوطنية العسكرية المعروفة بـ «إس إي بي إم آي». بعد ترقيته إلى عميد، أصبح مديرًا للشؤون الدولية في القوات المسلحة الكوبية.
منذ 1980، كان نائب الجمعية الوطنية الكوبية، ممثلًا لمنطقته الأصلية في مقاطعة غوانتانامو.
كُرّم تامايو من قبل الحكومة الكوبية لكونه الكوبي الأول والكاريبي الأول والأمريكي اللاتيني الأول الذي يسافر إلى مدار. حاز على لقب «بطل جمهورية كوبا» ووسام «شاطئ جيرمون». حصل تامايو أيضًا على جائزة بطل الاتحاد السوفيتي.
تامايو متزوج ولديه ابنتان وابن.
حُفظت بذلة تامايو الفضائية في متحف الثورة في هافانا.

## جوائز
حصل على جوائز منها:
- بطل الاتحاد السوفيتي
- Order of Friendship
- وسام لينين
- Hero of the Republic of Cuba
- Medal "For Merit in Space Exploration".